# Die Dorp Op Die Berg
Die Dorp Op Die Berg is een dorp in de Zuid-Afrikaanse provincie West-Kaap. Die Dorp Op Die Berg behoort tot de gemeente Witzenberg dat onderdeel van het district Kaapse Wynland is.